# Milk and Kisses
Milk and Kisses è l'ottavo nonché ultimo album in studio del gruppo musicale britannico Cocteau Twins, pubblicato nel 1996.
La canzone Rilkean Heart è un omaggio a Jeff Buckley.
L'edizione asiatica del disco comprende due tracce aggiuntive (Flock of Soul e Primitive Heart) e una versione di Serpentskirt cantata in duetto con l'artista C-pop Faye Wong.

## Tracce
1. Violaine - 3:45
2. Serpentskirt - 3:57
3. Tishbite - 3:50
4. Half-Gifts - 4:18
5. Calfskin Smack - 4:58
6. Rilkean Heart - 4:02
7. Ups - 3:34
8. Eperdu - 4:38
9. Treasure Hiding - 4:55
10. Seekers Who Are Lovers - 4:45

## Formazione
Cocteau Twins
- Elizabeth Fraser - voce
- Robin Guthrie - chitarra
- Simon Raymonde - basso